# Enganyapastors de les Andaman
L'enganyapastors de les Andaman (Caprimulgus andamanicus) és una espècie d'ocell de la família dels caprimúlgids (Caprimulgidae) que habita clars del bosc i camp obert de les illes Andaman.